# ジュリア・ゴルダニ・テレス
ジュリア・ゴルダニ・テレス(Julia Goldani Telles、1995年3月18日 - ）は、アメリカ合衆国の女優、バレリーナ。

## 経歴
アメリカのロサンゼルスで生まれる。父はメキシコ系アメリカ人、母はブラジル人。2歳の時に家族と共にブラジルのリオデジャネイロに移り、5歳の時に再びロサンゼルスに移る。初めポルトガル語でその後英語を話す。13歳でニューヨークに移った。複数のバレエ学校に通う。バレエダンサーとして活動したあと演技を学ぶ。
2012年から2013年に放映されたテレビドラマ『バレエ・ガールズ -パラダイスへようこそ-』でデビューしてメインキャストの一人として出演した。映画では2018年に公開された『スレンダーマン 奴を見たら、終わり』に出演した。

## 出演作品

### テレビドラマ
- バレエ・ガールズ -パラダイスへようこそ- Bunheads（2012年 - 2013年）- サーシャ・トーレス
- ブルーブラッド 〜NYPD家族の絆〜 シーズン4 第12話（2014年） - モーガン
- ナース・ジャッキー シーズン6 第6・7・8話（2014年） - マンディ
- アフェア 情事の行方（2014年-） - ホイットニー・ソロウェイ
- マンハッタンに恋をして 〜キャリーの日記〜　The Carrie Diaries  (2014年）
- LAW & ORDER:性犯罪特捜班  シーズン24 第3話 (2022年） - ケルシー・ジョーンズ

### 映画
- Most Likely to Murder（2018年） - Tami
- スレンダーマン 奴を見たら、終わり Slender Man（2018年） - ヘイリー
- The Wind（2018年） - エマ・ハーパー